# Michal Hubník
Michal Hubník (1º giugno 1983) è un allenatore di calcio ed ex calciatore ceco, di ruolo attaccante.

## Carriera

### Club
Comincia la carriera professionistica nel FK Drnovice dove milita sino al 2000, quando arriva ad Olomouc per giocare nel Sigma. Rimane fino al 2004 nella società di Olomouc, dove in quattro stagioni colleziona 32 presenze siglando 3 reti. La squadra centrerà due terzi posti in quattro anni.
Passa nella stagione 2004-2005 nell'Opava, squadra dove giocherà 11 volte segnando 2 reti; a fine stagione l'SKC Opava retrocederà.
Nel 2005 torna al Sigma Olomouc. In cinque stagioni la squadra chiude i primi tre anni in posizioni di bassa classifica mentre gli ultimi due ai vertici del campionato conquistando un quarto posto che vale l'accesso alla UEFA Europa League 2009-2010. Cerca di piazzarsi sempre ai vertici della classifica marcatori.

## Palmarès

### Club

#### Competizioni nazionali
- Coppa di Polonia: 1

Legia Varsavia: 2011-2012
- Coppa della Repubblica Ceca: 1

Jablonec: 2012-2013
- Supercoppa della Repubblica Ceca: 2

Sigma Olomouc: 2012
Jablonec: 2013